# Dapa
Dapa is een gemeente in de Filipijnse provincie Surigao del Norte op het eiland Siargao. Bij de laatste census in 2007 had de gemeente ruim 22 duizend inwoners.

## Geografie

### Bestuurlijke indeling
Dapa is onderverdeeld in de volgende 29 barangays:
| - Bagakay - Barangay 1 - Barangay 2 - Barangay 3 - Barangay 4 - Barangay 5 - Barangay 6 - Barangay 7 - Barangay 8 - Barangay 9 - Barangay 10 - Barangay 11 - Barangay 12 - Barangay 13 - Buenavista | - Cabawa - Cambas-ac - Consolacion - Corregidor - Dagohoy - Don Paulino - Jubang - Montserrat - Osmeña - San Carlos - San Miguel - Santa Fe - Santa Felomina - Union |

## Demografie
Dapa had bij de census van 2007 een inwoneraantal van 22.184 mensen. Dit zijn 2.676 mensen (13,7%) meer dan bij de vorige census van 2000. De gemiddelde jaarlijkse groei komt daarmee uit op 1,79%, hetgeen lager is dan het landelijk jaarlijks gemiddelde over deze periode (2,04%). Vergeleken met de census van 1995 is het aantal mensen met 5.749 (35,0%) toegenomen.

De bevolkingsdichtheid van Dapa was ten tijde van de laatste census, met 22.184 inwoners op 91,9 km², 178,8 mensen per km².